# Adelheidstraße 6 (Quedlinburg)

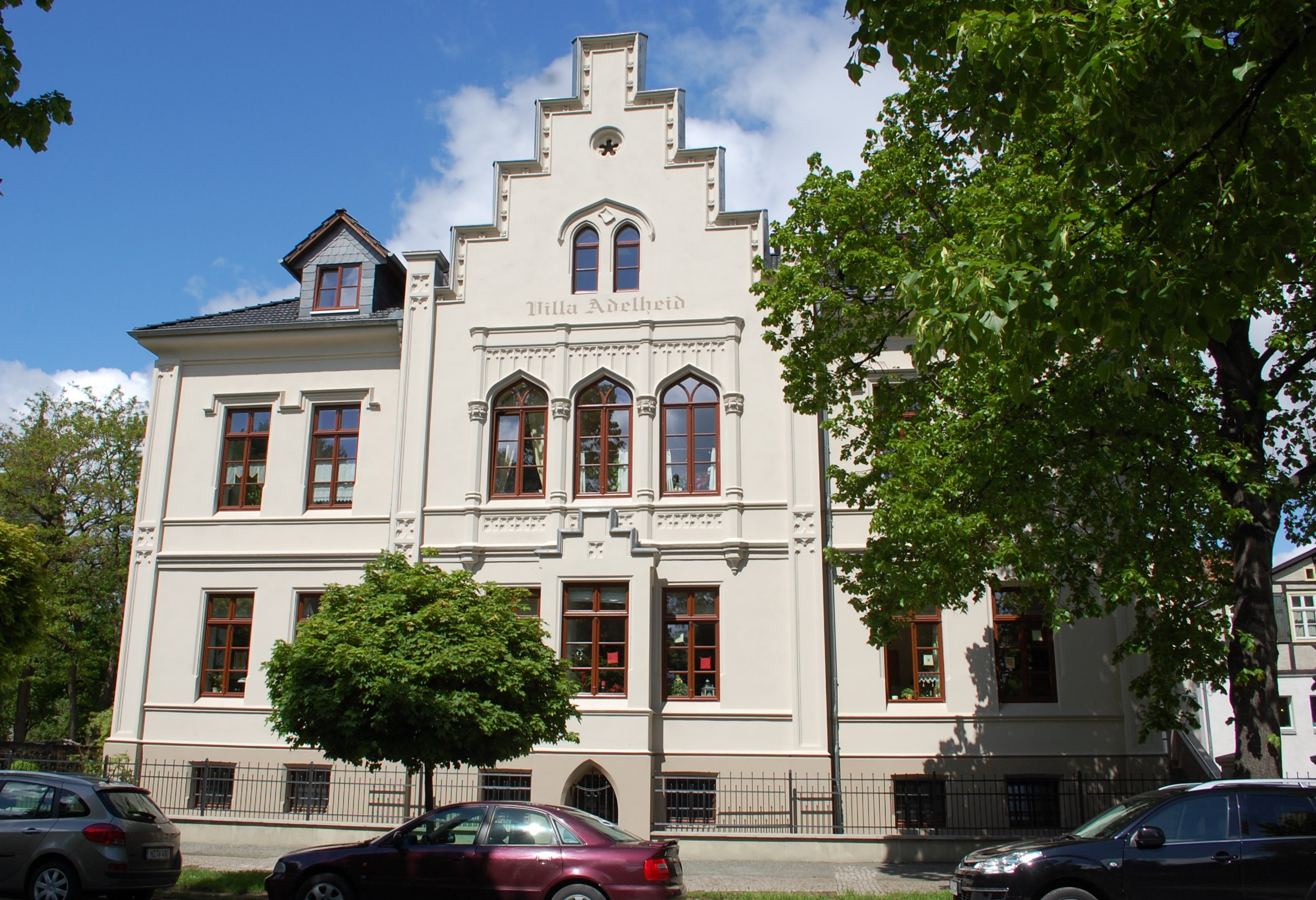
Adelheidstraße 6

Das Haus Adelheidstraße 6 ist eine denkmalgeschützte Villa in der Stadt Quedlinburg in Sachsen-Anhalt.

## Architektur und Geschichte
Die Villa entstand um 1870 und weist neogotische und klassizistische Stilelemente auf. Auf die Neogotik verweist der Einsatz eines Staffelgiebel, von Maßwerk und das Vorkommen von Blendarkaden. Die symmetrische Gliederung und das flach geneigte Dach sind klassizistische Merkmale.
Im Quedlinburger Denkmalverzeichnis ist das Haus als Villa eingetragen.